# شهرستان چگمسکی
شهرستان چگمسکی (به لاتین: Chegemsky District) یک شهرستان در روسیه است که در کاباردینو-بالکاریا واقع شده‌است.